# Miroslava Skovajsová
Miroslava Skovajsová (* 23. srpna 1957 Klatovy) je česká lékařka, zakladatelka screeningu rakoviny prsu a sítě mamacenter po ČR. Změnila pohled na péči o prs a založila nový obor Integrované péče o prsní žlázu. První Mamma centrum založila na Praze 4 v Braníku v roce 1993. Nyní působí v Mamma centru Háje a Mamma centru Hradčanská. Zasloužila se o snížení úmrtnosti na rakovinu prsu, která poklesla o 30 %, čímž se Česká republika zařadila k nejlepším zemím světa. Jejím celoživotním tématem je preventivní péče. Jejími hesly jsou „Včasný záchyt rakoviny je nejlepší léčba“ a „Zdravá žena je základem zdravé rodiny“.

## Kariéra
Vystudovala Fakultu dětského lékařství Univerzity Karlovy v Praze (promovala v roce 1982). V roce 2005 úspěšně obhájila doktorskou práci v oboru časné diagnostiky prsu na Lékařské fakultě Masarykovy univerzity (získala titul Ph.D.).
Po promoci začala pracovat jako dětská lékařka a po pětileté mateřské dovolené nastoupila v Thomayerově nemocnici v Praze. Zde se v letech 1988 až 1994 začala věnovat problematice prsní žlázy a složila dvě atestace. V roce 1993 založila první Mamma centrum, a to v Praze 4, které pod jejím vedením představovalo největší screeningové diagnostické pracoviště v ČR. V roce 2011 založila další Mamma centrum v pražských Hájích pod hlavičkou společnosti Breast Unit Prague. Zde působí jako supervizorka složitých případů a ředitelka, stejně jako v Mamma centru Hradčanská, které založila r. 2016.
V letech 2001–2002 společně s VZP iniciovala a provedla pilotní programy, které prokázaly přínos mamografické prevence. Následkem toho byl 9. září 2002 screeningový program schválen a spuštěn komisí MZd ČR.
Opakovaně je volena předsedkyní Asociace mamodiagnostiků ČR, tj. sdružení radiologů, kteří se specializují na diagnostiku onemocnění mléčné žlázy. Na téma diagnostika prsní žlázy publikovala desítky odborných článků, ale i textů pro laickou veřejnost. Přednáší po celé republice na specializovaných konferencích, vzdělávacích i osvětových akcích. Od roku 1999 vyučuje v postgraduálním studiu IPVZ, zde zorganizovala více než 180 týdenních kurzů s cílem naučit lékaře kvalitní diagnostiku prsu tak, aby byla dostupná všem ženám po celé republice. Do roku 2007 externě vyučovala mediky na 3. lékařské fakultě Univerzity Karlovy v Praze.
Od roku 2001 se aktivně účastní pochodů AVON za zdravá prsa, od roku 2005 jako odborná garantka.
Od roku 2015 je volenou předsedkyní Oblastního sdružení České lékařské komory na Praze 4. Od roku 2016 působí jako předsedkyně správní rady Aliance žen s rakovinou prsu, jejímž největším projektem je výuka samovyšetřování prsu mladých žen, kdy jich bylo po celé republice proškoleno více než 7 000. Dalším ojedinělým projektem je Bellis, který podporuje ženy s rakovinou prsu do 40 let (v plodném období).

## Soukromý život
Vyrostla v Podšumaví. Od roku 1968 se nejdříve jako malá skautka a následně jako vedoucí plně angažovala v životě skautských oddílů. I po násilném zákazu skautingu se až do odchodu na VŠ věnovala práci s dospívajícími. Od roku 1976 žije nepřetržitě v Praze. Nejprve šest let na vysokoškolské koleji Na Kajetánce, jejím prvním bydlištěm byl panelový dům na Spořilově v Kremnické ulici na Praze 4, dalším bydlištěm pak Augustinova ulice na Roztylech. Nyní bydlí v Zeleném údolí u IKEM. Jak sama říká, její život je spojený s Krčským lesem, v jehož těsné blízkosti bydlí od roku 1988 a do kterého s dětmi dojížděla i ze Spořilova.
Má dvě děti a jednu vnučku.

## Politické působení
Ve volbách do Senátu PČR v roce 2016 kandidovala jako nestraník za ČSSD v obvodu č. 19 – Praha 11. Se ziskem 15,42 % hlasů skončila na 3. místě a do druhého kola nepostoupila.
Ve volbách do Senátu PČR v roce 2018 kandidovala jako nestraník za ČSSD v obvodu č. 20 – Praha 4. Se ziskem 7,81 % hlasů skončila na 4. místě.